# Paola Pigani
Pour les articles homonymes, voir Pigani.
Paola Pigani est une auteure française née à Cellefrouin en Charente.

## Biographie
Tout d’abord poète et nouvelliste, Paola Pigani remporte le prix Prométhée de la Nouvelle en 2006 avec son recueil Concertina publié aux Éditions du Rocher (préface de Marie Rouanet)[réf. souhaitée]. En poésie, elle publie Le ciel à rebours aux Presses Littéraires.
En 2009, elle participe au recueil collectif Des stèles aux étoiles autour de l’œuvre du peintre Winfried Veit[réf. souhaitée].
En 2013, son premier roman N’entre pas dans mon âme avec tes chaussures est publié aux Éditions Liana Lévi. Il reçoit le Coup de cœur de l’association Lettres frontière 2014.
En 2014 paraît Indovina, un nouveau recueil de poésie.
En 2019, elle écrit un roman, Des orties et des hommes, dans lequel elle raconte le petit village où elle a grandi,,.
En 2021, elle publie le long poème en quatre chants La Chaise de Van Gogh, et le roman historique sur l'Usine Tase dans les années 1930-1936, Et ils dansaient le dimanche ,,,,.
La Bibliothèque municipale de Lyon l'invite le 2 février 2022 et résume son parcours.

## Œuvres
- Le Ciel à rebours, Édition Presses de la cite, 1999
- Concertina, Édition Le Rocher, 2006
- N’entre pas dans mon âme avec tes chaussures[13], Édition Liana Levi, 2013
- Prix Poulet-Malassis 2014
- Prix Romangier 2014
- Prix Rosine Perrier 2014
- Prix Cinelec 2014
- Prix des lecteurs du pays d'Horte et Tardoire 2014
- Prix Lettres frontière 2014
- Prix La voix des lecteurs du Poitou-Charentes 2015
- Prix Lions Club 2015
- Indovina, Édition La Passe du Vent, 2014
- Se correspondre : tandem Rhône-Alpes-Suisse romande, avec Bettina Stepczynski, Lettres Frontière. Éditions Jean-Pierre Huguet, 2015
- Un printemps sans vie brûle, Anthologie Pasolini. Édition La Passe du vent, 2015
- Hommes de l'avenir, souvenez-vous de nous ! Pour saluer Apollinaire, anthologie. Éditions La Passe du vent, 2018
- L'ardeur, anthologie. Éditions Bruno Doucey, 2018
- Venus d’ailleurs[14],[15], Éditions Liana Levi, 2015 (Finaliste du prix Cezam 2016, du prix de la Porte dorée (cité de l'immigration), du prix du second roman de la ville de Laval)
- La beauté, éphéméride poétique pour chanter la vie, anthologie. Éditions Bruno Doucey, 2019
- Fraternellement, Charles Juliet, anthologie. Éditions Jacques André, 2019
- Le cœur des mortels, avec des photos de Gilles Vugliano, Édition La Passe du Vent, 2019
- Des orties et des hommes, 2019 (Prix de La ville de Pont Lévêque)
- La renouée aux oiseaux, Édition la Boucherie Littéraire, 2019 (finaliste du Prix Apollinaire Découverte 2020)
- La chaise de Van Gogh, Édition la Boucherie Littéraire, 2021
- Le désir en nous comme un défi au monde, anthologie. Édition Le Castor Astral, 2021
- Et ils dansaient le dimanche, Édition Liana Levi, 2021 (ISBN 979-10-349-0430-3)
- L'éphémère, 88 plaisirs fugaces, anthologie. Éditions Bruno Doucey, 2022
- Pasolini 2022-1922, anthologie. Éditions L'Ours de granit, 2022
- Le château des insensés, Édition Liana Levi, 2024